# Greater Manchester
Greater Manchester ist ein Metropolitan County und eine Combined Authority in England in der Region North West England im Vereinigten Königreich und hat über 2,8 Mio. Einwohner.
Greater Manchester wird von der Greater Manchester Combined Authority (GMCA) verwaltet, der der Mayor of Greater Manchester vorsteht. Die Verwaltungseinheit besteht aus zehn Metropolitan Boroughs: Bolton, Bury, Manchester, Oldham, Rochdale, Salford, Stockport, Tameside, Trafford und Wigan.
Greater Manchester wurde am 1. April 1974 im Zuge des Local Government Act von 1972 geschaffen und hat seit 1. April 2011 offiziell den Rang einer Stadtregion.
Greater Manchester grenzt an Cheshire, Derbyshire, West Yorkshire, Lancashire und Merseyside und umfasst rund 1,277 km², die generell mit der Bebauungszone von Greater Manchester übereinstimmen. Es ist die zweit-bevölkerungsreichste Region im Vereinigten Königreich nach Greater London.

## Geschichte
Obwohl Greater Manchester als Verwaltungseinheit erst 1974 gegründet wurde, reichen die Wurzeln ihrer Boroughs tief in die Geschichte zurück. Es gibt Hinweise auf Siedlungen aus der Eisenzeit und auf Aktivitäten von keltischen Stämmen, vor allem Briganten um Wigan und Stretford. Spätestens dann mit dem Bau eines römischen Forts im heutigen Stadtteil Castlefield begann Manchesters durchgehende Besiedlung. Bis 1974 war Greater Manchester Teil der Grafschaft Lancashire.
Mit der Industriellen Revolution schließlich kam die Blütezeit Manchesters und der Zeitpunkt ab dem Manchester weltweit Geschichte schreiben wird. Als die erste 'moderne Stadt' der Welt gepriesen, konnte Manchester im 18. Jahrhundert seinen Einfluss auf die Industrie enorm ausbauen.

## Städte und Orte
- Ainsworth, Altrincham, Ashton-in-Makerfield, Ashton-under-Lyne, Ashton-upon-Mersey, Astley Green, Atherton, Audenshaw
- Blackrod, Bolton, Boothstown, Bowdon, Bramhall, Broadbottom, Bury, Burnage
- Carrington, Chadderton, Cheadle, Cheadle Heath, Cheadle Hulme, Chorlton-cum-Hardy, Crumpsall
- Denton, Droylsden, Dukinfield
- Failsworth, Farnworth, Fallowfield, Flixton
- Gatley, Gorton
- Hazel Grove, Heald Green, Heywood, Horwich, Hyde
- Irlam
- Kearsley
- Leigh, Levenshulme, Littleborough, Little Lever, Lowton, Lowton Common
- Manchester, Marple, Marple Bridge, Mellor, Milnrow, Mossley, Mottram-in-Longdendale
- Northenden
- Oldham, Orrell, Openshaw
- Partington, Pendlebury, Pennington, Prestwich
- Radcliffe, Ramsbottom, Rochdale, Royton
- Sale, Salford, Shaw and Crompton, Standish, Stretford, Swinton
- Timperley, Trafford Park
- Urmston
- West Didsbury, Whitefield, Wigan, Withington, Woodley, Worsley, Westhoughton

## Sehenswürdigkeiten
- Abney Hall
- Beetham Tower
- Blackstone Edge
- Bolton Museum
- Bramall Hall
- Bury Art Museum
- Bury Market und Market Hall
- Chetham’s School of Music
- Crompton Moor
- Dunham Massey Hall
- East Lancashire Railway, eine Museumseisenbahn, Bury
- Etherow Country Park
- Etihad Stadium
- Hat Museum, Stockport
- Heaton Park und Heaton Hall
- Imperial War Museum North
- Manchester Art Gallery
- Manchester Cathedral
- Manchester Museum
- Manchester Opera House
- Manchester Ship Canal
- Newton Hall
- Old Trafford
- Ordsall Hall
- Park Bridge Heritage Centre
- People’s History Museum
- Portland Basin Museum
- Salford Museum
- Salford Quays
- Salford Quays Millennium Lift Bridge
- Science and Industry Museum, Manchester
- Smithills Hall
- The John Rylands Library
- The Packet House, Worsley
- Town Hall, Rochdale
- Urbis
- Whitworth Art Gallery, Manchester
- Wythenshawe Bus Depot
- Wythenshawe Park